# サービスフォーピース
サービスフォーピース（SERVICE FOR PEACE ）は、国際ボランティア年の2001年1月にアメリカ合衆国で創設されたNPO法人。創設者は世界基督教統一神霊協会の教祖文鮮明と韓鶴子の三男である文顕進。
2002年5月に内閣府よりNPO法人として認証された。2007年には国連広報局（UNDPI）の提携団体（Associate Organization ）として登録され、国際連合経済社会理事会（ECOSOC）の特別諮問資格（Special Consultative Status ）を取得した。
公式ウェブサイトによれば、「ボランティア・奉仕活動（Service ）を通して平和（Peace ）を実現すること」がビジョン（夢）であり、「世界平和という視点を持って、ボランティア活動と学習の場を提供し、活動と学習を通して、社会や世界の問題解決に貢献し、平和を創る人（ピースメーカー）を育成していくこと」がミッション（使命）だという。
海外ワークキャンプ（フィリピン・モンゴル・カンボジア）やボランティアに関連した各種研修会などを主催している。